# 方孔炤
方孔炤（1590年—1655年），原名若海，字潜夫，號仁植，晚號鹿湖。桐城（今屬安徽省）人。明朝政治人物。

## 生平
方孔炤為方大鎮之子。萬曆四十三年（1615年）乙卯科應天举人，四十四年（1616年）成丙辰科进士，刑部觀政，授四川嘉定州知州，四十六年本省同考，四十七年調任福建福寧知州，天啓二年擢兵部职方司员外郎。四年升為職方司郎中。因忤崔呈秀，被削籍。
崇禎元年（1628年）起復原職，二年升为尚寶司卿，次年丁父艱，廬墓三年。崇禎七年甲戌發生民變，焚掠巨室，獨不與而因靖亂，撫按表薦之，起南璽卿（南京尚宝司卿）。
孔炤精通醫學、地理、軍事。崇祯十一年（1638年），官至右僉都御史，巡撫湖廣，剿寇九战八捷，连败李万庆、罗汝才等部。曾上疏极言熊文燦招抚张献忠之误，因与杨嗣昌不合，以香油坪之败，遂下大理寺狱。後得减罪，僅戍紹興。不久召入陛見，任山東、河北屯撫，兼理大名、广平军务。
甲申明亡，南奔南京，受马士英排挤去职归家。歸隱桐城白鹿山，讀書著述。清順治十二年（1655年）卒，葬樅陽橫埠合明山，門人稱之為貞述先生。著有《全邊略記》、《周易時論》、《環中堂詩文集》等。其中《全邊略記》第十二卷卷末附《大明神勢圖》。

## 家族
曾祖方泓，庠生。祖父方学渐、父方大镇。姐方孟式，工于诗书画，山东布政使张秉文之妻，夫战死济南，孟式亦投池而死。次姐方维仪，字仲贤，姚孙棨之妻，亦好诗画，年轻寡居，与姐孟式、堂妹维则，人称“方氏三节”。孔炤妻吴令仪，早逝，有子方以智，崇禎十三年庚辰進士，明末四公子之一。